# Kępa Oksywska

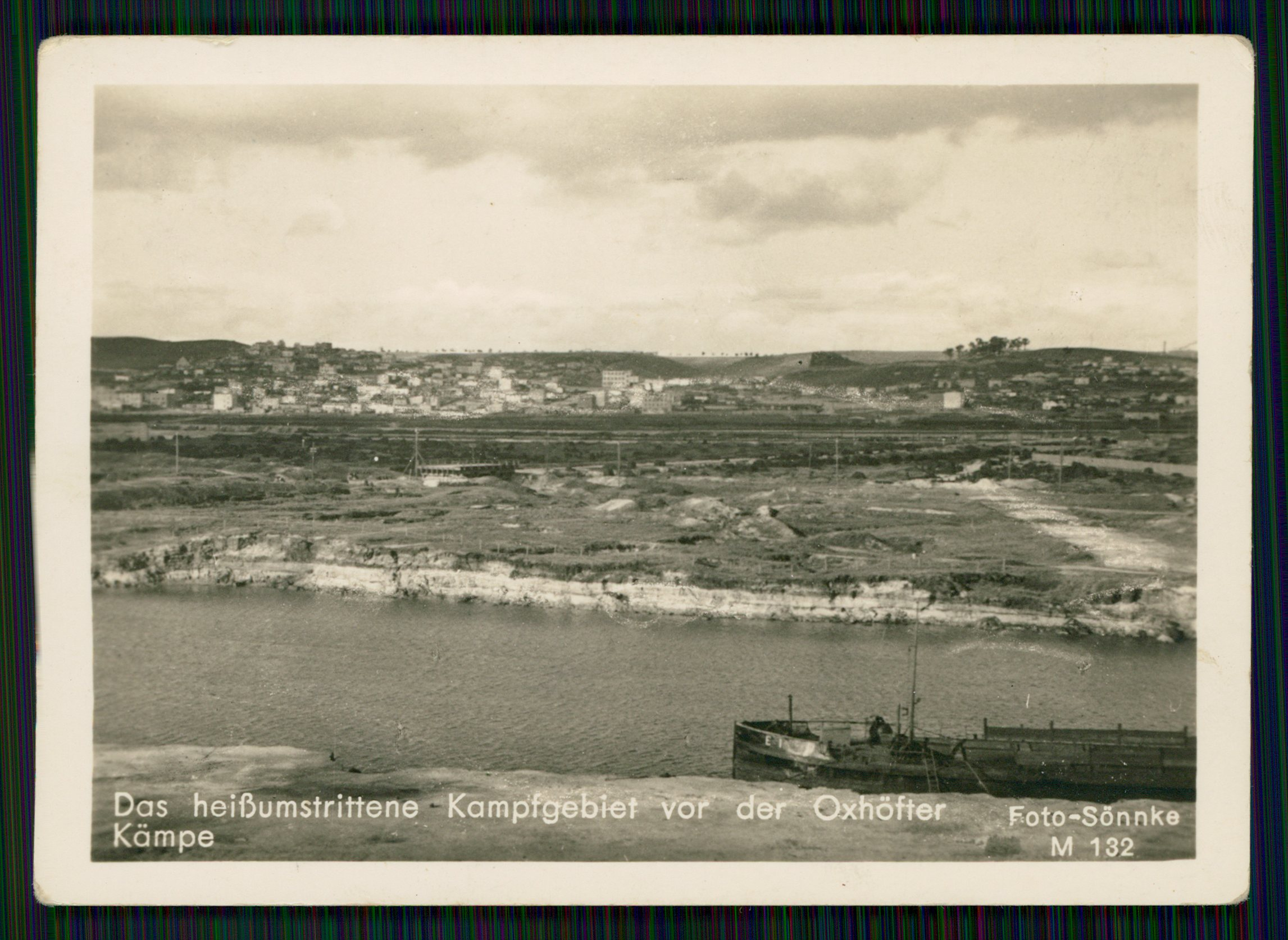
Das Kampfgebiet vor der Oxhöfter Kämpe 1939

Kępa Oksywska (die Oxhöfter Kämpe (deutsch), kasch. Òksëwskô Kãpa) ist eine Kliffformation an der Danziger Bucht und gehört heute zum Gebiet des Stadtbezirks Oksywie (Oxhöft, kasch. Òksëwié) von Gdynia (Gdingen). Der Leuchtturm von 1877 wurde 1939 zerstört.

## Geographie

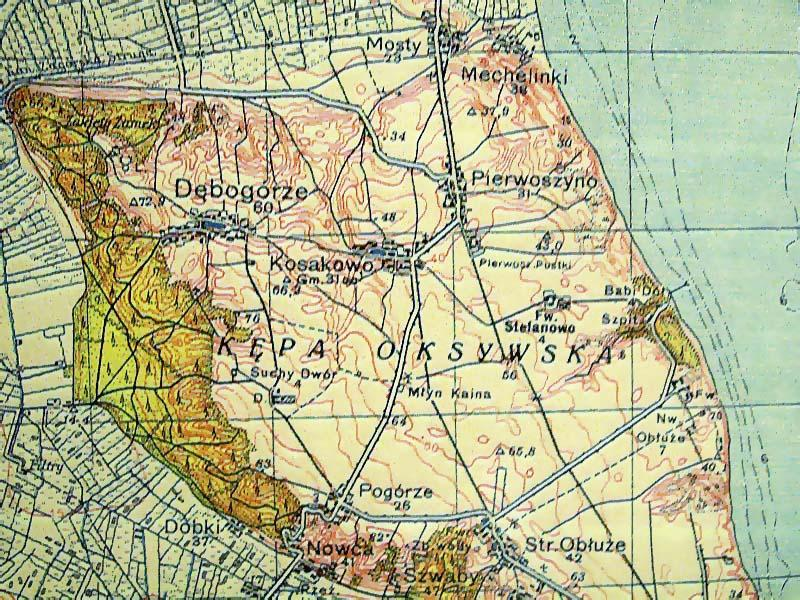
Karte von 1935

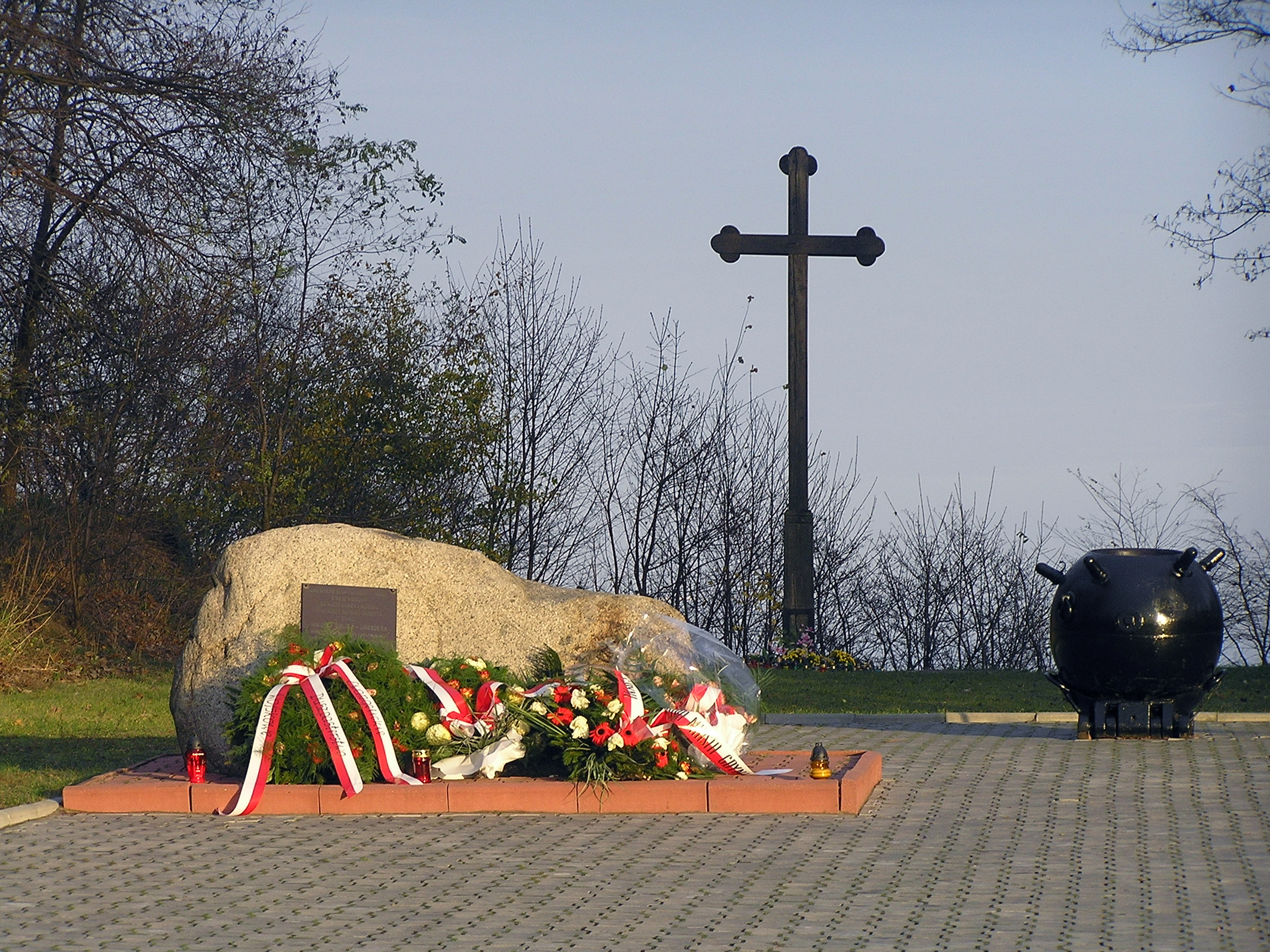
Gedenkort für Angehörige der Polnischen Marine

Das Kliff liegt an der Putziger Wiek (Zatoka Pucka) im Westteil der Danziger Bucht und ist zwischen 30 und 40 Meter hoch.

## Geschichte
Seit 1224 war das Gebiet für einige hundert Jahre Streitobjekt der Klöster Zuckau und Oliva.
Nach dem Überfall auf Polen am 1. September 1939 wurde das Kliffgebiet von der polnischen Küstenverteidigungsgruppe (Grupa Obrony Wybrzeża) bis zum 19. September hartnäckig verteidigt (Bitwa o Kępę Oksywską dt. Schlacht von der Oxhöfter Kämpe, bzw. Obrona Kępy Oksywskiej). An der Ostseeküste konnte nur Hela länger gehalten werden.
Sechs Jahre später war die Oxhöfter Kämpe seit dem 28. März 1945 letzter Rückzugs- und Evakuierungsort der deutschen Truppen im Rahmen des Unternehmens Hannibal. Am 4./5. April 1945 wurden beim „Unternehmen Walpurgisnacht“ ca. 30.000 Soldaten von der Oxhöfter Kämpe auf die Halbinsel Hela evakuiert.

## Gegenwart
Es gibt mehrere Gedenkstätten für die polnischen Gefallenen von 1939. Das Gebiet hatte 2010 15.232 Einwohner und gehört zum Stadtbezirk Oksywie.